# استفانو فیوره
استفانو فیور (به ایتالیایی: Stefano Fiore) بازیکن فوتبال و اهل ایتالیا است 

## تیم ملی
از سال ۲۰۰۰ میلادی عضو تیم ملی فوتبال ایتالیا بوده و در ۳۸ بازی ملی حضور داشته‌است. او در بازی‌های ملی‌اش ۲ گل به ثمر رساند.
ستفانو فیور آخرین بازی ملی خود را در سال ۲۰۰۴ میلادی انجام داد.